# Relaciones España-Jordania
Las relaciones España-Jordania son las relaciones diplomáticas y bilaterales entre estos dos países. Jordania tiene una embajada en Madrid y dos consulados en Barcelona y Bilbao. España tiene una embajada en Amán.

## Relaciones diplomáticas
España y Jordania comparten lazos históricos e intereses políticos, económicos y culturales. Las relaciones hispano-jordanas han sido tradicionalmente muy estrechas y se caracterizan tanto por la ausencia de contenciosos bilaterales como por la confluencia de posiciones en asuntos políticos regionales (Proceso de Paz de Oriente Medio, Proceso de Barcelona, Diálogo Mediterráneo, UPM, OTAN, etc.) e internacionales (iniciativas contra el hambre y la pobreza, Objetivos del Milenio, reforma de Naciones Unidas, Alianza de Civilizaciones, etc.). Los vínculos entre las familias reales española y jordana han contribuido de manera destacada a este acercamiento, que tiene unas sólidas bases sociales, culturales, políticas y económicas.

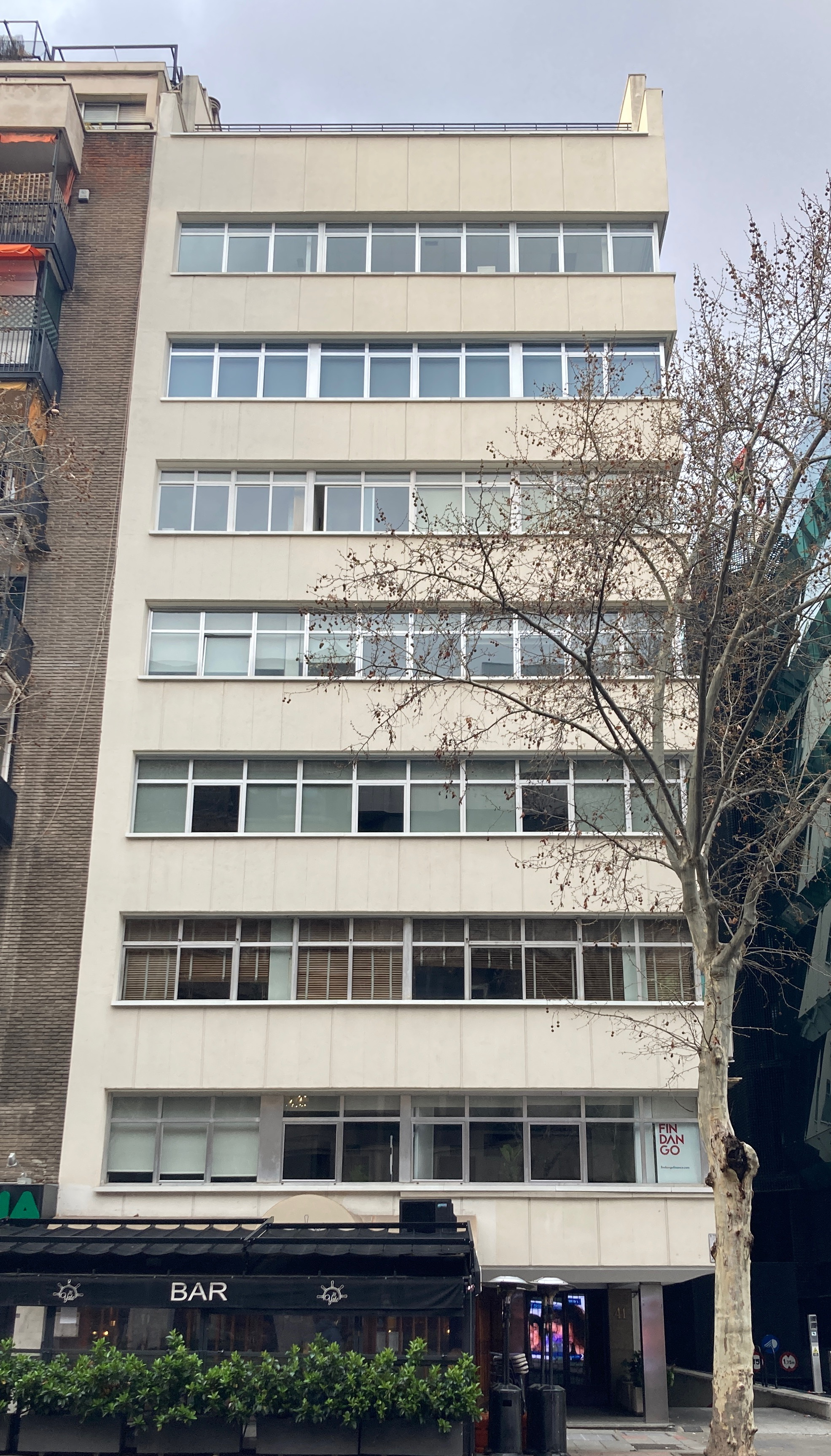
Embajada de Jordania en Madrid

## Relaciones económicas
El flujo de inversiones brutas de Jordania en España en los años 2013 y 2014 asciende a 29M de euros. El flujo de inversiones brutas de España en Jordania en los años 2013 y 2014 asciende a 2M de euros. Las principales operaciones comerciales realizadas incluyen: CASA. A finales de marzo del 2010, concluyó la venta de dos aviones por 19 M€. TELVENT (Grupo ABENGOA). En 2010 firmó un contrato comercial para llevar a cabo un proyecto SCADA para el Norte de Amán, por 12 M€ en la línea FIEM/PYME.

## Cooperación

### Del gobierno español
La OTC residente en Amán, que cubre Jordania, Siria y Líbano de acuerdo con su normativa de creación, abrió sus puertas a finales de 2008. Cuenta con una unidad administrativa y un responsable de proyectos de carácter humanitario. La permanencia de la Oficina Técnica de Cooperación de Amán se ha consolidado con el nombramiento de un coordinador general, debido a la dimensión humanitaria de su actividad. Desde Amán se canaliza la ayuda que la Oficina de Acción Humanitaria de la AECID destina a Jordania, Siria, Líbano Turquía e Irak para paliar las necesidades humanitarias derivadas del conflicto en Siria e Irak.
La cooperación actual se centra en el apoyo a la resolución de la crisis producida por el gran número de refugiados que se encuentran en el país como consecuencia de la guerra de Siria, y actividades realizadas en el marco del programa “Masar” de acompañamiento a los procesos democratizadores en Oriente Medio y norte de África.
En 2014 ha finalizado el proyecto de fortalecimiento de las capacidades del ministerio de Desarrollo Social para prevenir y responder a la violencia de género.
En agosto de 2015 se aprobó la iniciativa Tahdir-Masar destinada a la población civil siria, cofinanciada por la UE, que hace imprescindible el mantenimiento de la OTC. Su objetivo es capacitar a personas con potencial para convertirse en actores clave en una futura transición y preparar la recuperación. Se realizará junto con tres organizaciones jordanas y apoyo del ministerio de Interior jordano.

### De las CC.AA.
La cooperación descentralizada en Jordania se ha reducido notablemente en 2014.

### ONGs (cooperantes y voluntarios)
En 2014 se han seguido ejecutando los convenios regionales y otros proyectos por parte de las ONG: Movimiento por la Paz, el Desarme y la Libertad (MPDL), Solidaridad Internacional (SI), Fundación Promoción Social de la Cultura (FPSC), y Rescate y Conemund.
En el marco del programa Masar se encuentra en ejecución en 2014 el proyecto de fortalecimiento de la sociedad civil emergente para contribución a los procesos de gobernanza democrática en Jordania, Territorios Palestinos. Líbano, Túnez y Egipto, ejecutado a través de Foundation for the Future.

### Comisiones Mixtas de cooperación
La última Comisión Mixta se firmó en Amán el 29 de abril de 2006 y en 2010 se llevó a cabo un ejercicio de Programación Operativa, para sistematizar mejor las intervenciones de la Cooperación Española.
La cooperación ha continuado sus actividades con la identificación, formulación y ejecución de propuestas para enfrentar la crisis humanitaria producida por el aumento de refugiados sirios y para apoyar los procesos de reforma democrática, marco en el que interviene el programa Masar, con cuya financiación se han ejecutado varios proyectos a lo largo del año 2013 y 2014.